# Groupe de NGC 7515
En fusionnant les galaxies indiquées dans deux publications parues en 1993 et en 2007, le groupe de NGC 7515 comprend au moins 20 membres situées dans les constellations de Pégase et des Poissons. La distance moyenne entre ce groupe et la Voie lactée est de 64,2 ± 4,5 Mpc (∼209 millions d'al) où l'incertitude de 4,7 Mpc est égale à la moyenne des incertitudes des distances des galaxies. 

## Membres
Le tableau ci-dessous liste de ces 20 galaxies. 
| Nom         | Constellation | Classification | Type                  | α (J2000.0)      | δ (J2000.0)     | Vitesse radiale (km/s) | Magnitude apparente | Distance (Mpc) | Dimension (kal) |
| ----------- | ------------- | -------------- | --------------------- | ---------------- | --------------- | ---------------------- | ------------------- | -------------- | --------------- |
| IC 5283     | Pégase        | SA(r)cd pec    | Spirale particulière  | 23h 03m 17.9505s | 08° 53′ 37.196″ | 4804 ± 8               | 13,8                | 65,4 ± 4,6     | 89              |
| IC 5292     | Pégase        | Sc             | Spirale               | 23h 13m 47.0842s | 13° 41′ 14.896″ | 4594 ± 2               | 13,2                | 62,3 ± 4,4     | 52              |
| NGC 7469    | Pégase        | (R')SAB(rs)a   | Spirale intermédiaire | 23h 03m 15.623s  | 08° 52′ 26.39″  | 4877 ± 2               | 12,3                | 66,5 ± 4,7     | 142             |
| NGC 7511    | Pégase        | Sa             | Spirale               | 22h 12m 26.3049s | 13° 43′ 35.760″ | 4913 ± 2               | 13,9                | 67,0 ± 4,7     | 109             |
| NGC 7515,   | Pégase        | Sbc            | Spirale               | 22h 12m 48.6836s | 12° 40′ 45.460″ | 4475 ± 5               | 12,4                | 60,6 ± 4,3     | 119             |
| NGC 7529    | Pégase        | Sbc,           | Spirale               | 23h 14m 03.204s  | 08° 59′ 32.350″ | 4540 ± 1               | 14,1                | 61,5 ± 4,3     | 119             |
| NGC 7535,   | Pégase        | Sd             | Spirale               | 23h 14m 12.7000s | 13° 34′ 54.500″ | 4475 ± 5               | 13,7                | 60,6 ± 4,3     | 119             |
| NGC 7536,   | Pégase        | SBbc           | spirale barrée        | 23h 14m 13.1764s | 13° 25′ 35.357″ | 4703 ± 2               | 13,4                | 63,9 ± 4,5     | 117             |
| NGC 7563,   | Pégase        | SBa            | Spirale barrée        | 23h 15m 55.9238s | 13° 11′ 46.029″ | 4297 ± 2               | 12,8                | 57,9 ± 4,1     | 117             |
| NGC 7570,   | Pégase        | SBa            | Spirale barrée        | 23h 16m 44.6837s | 13° 28′ 58.800″ | 4699 ± 4               | 13,2                | 63,9 ± 4,5     | 57              |
| NGC 7580,   | Pégase        | SBc            | Spirale barrée        | 23h 17m 36.4039s | 14° 00′ 04.366″ | 4436 ± 1               | 13,7                | 60,0 ± 4,2     | 78              |
| NGC 7591    | Poissons      | SBbc           | Spirale barrée        | 23h 18m 16.2859s | 06° 36′ 09.008″ | 4958 ± 1               | 13,0                | 67,7 ± 4,8     | 120             |
| MCG 2-59-2, | Pégase        | S?             | Spirale               | 23h 08m 32.1324s | 13° 12′ 35.182″ | 4403 ± 3               |                     | 59,5 ± 4,2     | 96              |
| UGC 12370   | Pégase        | Sc             | Spirale               | 23h 07m 06.3199s | 09° 57′ 38.696″ | 4895 ± 2               |                     | 66,7 ± 4,7     | 94              |
| UGC 12388   | Pégase        | Sd?            | Spirale               | 23h 08m 30.2276s | 12° 49′ 48.981″ | 4584 ± 3               |                     | 62,2 ± 4,4     | 114             |
| UGC 12403,  | Pégase        | SBcd?          | Spirale barrée        | 23h 11m 06.4730s | 12° 47′ 33.603″ | 4523 ± 1               |                     | 61,3 ± 4,3     | 70              |
| UGC 12403,  | Pégase        | SBcd?          | Spirale barrée        | 23h 11m 06.4730s | 12° 47′ 33.603″ | 4523 ± 1               |                     | 61,3 ± 4,3     | 70              |
| UGC 12423   | Poissons      | Sc             | Spirale               | 23h 13m 13.1843s | 06° 25′ 49.285″ | 4861 ± 2               |                     | 66,2 ± 4,7     | 235             |
| UGC 12426   | Poissons      | Sdm            | Spirale magellanique  | 23h 13m 32.5476s | 06° 34′ 04.364″ | 4720 ± 2               |                     | 66,1 ± 4,5     | 79              |
| UGC 12547   | Poissons      | SB?            | Spirale barrée        | 23h 21m 51.5793s | 05° 00′ 22.350″ | 5107 ± 1               |                     | 69,9 ± 4,9     | 62              |

Le site DeepskyLog permet de trouver aisément les constellations des galaxies mentionnées dans ce tableau ou si elles ne s'y trouvent pas, l'outil du site constellation permet de le faire à l'aide des coordonnées de la galaxie. Sauf indication contraire, les données proviennent du site NASA/IPAC.